# Ann Bannon
Ann Bannon, född 1932 i Joliet, Illinois som Ann Weldy, numera Ann Thayer, är en amerikansk författare och akademiker. Hon är mest känd för den så kallade Beebo Brinker-serien (åren kring 1960), som gett henne smeknamnet "den lesbiska kiosklitteraturens drottning". 2015 kom seriens första bok i svensk översättning, under titeln En omaka flicka. 

## Biografi

### Uppväxt
Ann Bannon föddes 15 september 1932 i Joliet i Illinois, som Ann Weldy. Hon växte upp i närbelägna Hinsdale, tillsammans med sin mor och styvfar, och fick på grund av familjens ekonomiska problem ta hand om sina fyra syskon.
Under uppväxten "flydde" hon undan den hårda vardagen genom att utveckla en rik fantasi. Hon började skriva så smått och omgav sig ofta med musik – särskilt jazz – i samband med sammankomster som familjen ordnande för vänner och grannar. En av dessa dök senare upp som en romanfigur i Bannons böcker: den oförbätterlige ungkarlen Jack som spred skämt och kvickheter omkring sig.

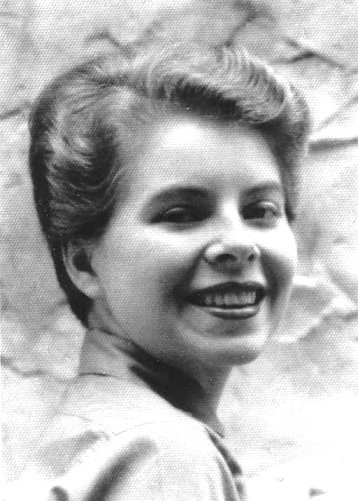
Ann Bannon 1955, i samband med att skrivandet av Odd Girl Out (svenska: En omaka flicka) färdigställdes.

Vid University of Illinois tillhörde hon den kvinnliga studentföreningen Kappa Kappa Gamma, där hon blev vän med en äldre föreningsmedlem – "den vackraste som jag någonsin sett". Bannon blev vittne till en yngre föreningsmedlems ohämmade passion för den äldre "systern".
I samma veva började Weldy själv fundera över sin egen sexuella läggning. Hon fick upp ögonen för en annan studentkamrat, en lång kvinna med en sexigt sträv röst, pojkaktigt smeknamn och en framtoning som hon såg som ett mellanting mellan Johnny Weissmuller och Ingrid Bergman.

### Giftermål och vägen till skrivande
1954 tog Weldy examen i franska. Kort därefter gifte hon sig med en manlig ingenjör, vars arbete ledde till täta adressbyten för paret. Bland annat bodde de i Philadelphia. Maken ville ha henne som hemmafru, något som Weldy ansåg var närmast viktorianskt.
Kort därefter började hon skriva sin första kärleksroman, 22 år gammal. Hon influerades av en av de enda lesbiska romaner som hon kände till The Well of Loneliness av Radclyffe Hall (1928) och Vin Packers Spring Fire (1952). Hon tog till sig de här böckerna på helt olika sätt, eftersom hon inte kunde relatera till de dystra tongångarna i Halls roman men med sin erfarenhet från studentföreningen kände igen intrigen och omständigheterna i Spring Fire.
Bannon sa själv att "Jag var fullständigt uppslukad av båda böckerna under nästan två års tid." Hon hade nyligen gift sig och med två egna barn på gång, men hon fann att böckerna slog an en sträng i hennes liv som gjorde att hon helt enkelt var tvungen att skriva om de känslor som böcker uppväckte i henne. I början av sitt äktenskap var hon ofta ensam hemma, och ville desperat "skriva av sig" det som gnagde inom henne. Hon skrev en egen bok, med lyckligt slut, fick kontakt med Vin Packer (egentligen en pseudonym för Marijane Meaker) och började korrespondera med henne. Därefter fick hon kontakt med hennes förläggare, som uppmuntrade henne att skriva, men att banta ner boken. Hon skrev om manuset, fick den utgiven, och det blev den näst bäst säljande boken 1957.
Hon började att pendla mellan Philadelphia och New York, och gjorde inte minst flera resor till det frispråkiga Greenwich Village, där hon umgicks nästan enbart med kvinnor, gjorde intervjuer med lesbiska och utforskade delar av sin egen sexualitet som äktenskapet inte kunde ge henne. Själv etiketterar hon sig dock inte som lesbisk, utan ser sexualitet som ett spektrum.

### Beeboo Brinker-serien
Ann Weldy gav mellan 1957 och 1962 ut sex romaner i den så kallade Beebo Brinker-serien under pseudonymen Ann Bannon. Namnet Bannon kom från en av hennes makes potentiella klienter. Böckerna var billigt producerade med spektakulära omslag, men fick stor och långvarig spridning och förlänade henne så småningom epitetet "den lesbiska kiosklitteraturens drottning". Eftersom homosexualitet var olagligt och amerikanska postverket vägrade skicka böcker med homosexuellt innehåll, innehöll omslagen vad som kunde betraktas som kodord för att undvika dessa problem. Exempelvis visste de lesbiska kvinnorna att ord som "chockerande" och "skamfylld" tillsammans med två kvinnor på bilden betydde att innehållet var riktat till dem. Weldy var innan sina författarframgångar en ung hemmafru, och hon ville i samband med skrivandet av den första boken ta upp frågor kring sin egen sexualitet. De efterföljande böckerna presenterade fyra romanfigurer som återkom i bok efter bok. Berättelserna innehöll tre byggstenar som var ovanliga för den tiden, innan homosexualitet blev lagligt: "Lyckliga slut, riktiga känslor och explicit sex." De flesta av figurerna i hennes böcker var baserade på folk i hennes bekantskapskrets, och i berättelserna levde de ett liv som Weldy själv inte trodde att hon kunde föra. Weldy hade traditionella uppväxtförhållanden och följde "normen" genom sitt liv som hemmafru. I sina romaner utmanade hon dock konventionerna inom kärleksroman-genren, genom sina komplexa skildringar av homosexuella relationer. Maken, som inte läste hennes böcker, var kritisk till hennes författarskap, tills pengarna från försäljningen började komma in.

#### Handling
Huvudpersoner i Odd girl out, 1957 är den unga Laura som i början av sina collegestudier i 1950-talets USA möter den mera erfarna Beth. De blir rumskamrater och inleder en sexuell relation. I en följande volym I am a woman, 1959, ingår Beth heterosexuella relationer och slutligen äktenskap vilket framkallar Lauras svartsjuka och kvinnorna kommer bort från varann. Laura möter Jack en gay ung man och Beebo Brinker introduceras som en "butch" dvs lesbisk med manliga attribut. Handlingen har förflyttats till Greenwich Village. Beebo Brinker, 1962, den sista boken i serien, beskriver hennes bakgrundshistoria och utveckling. I Women in the Shadows, 1959, ingår Laura äktenskap med Jack i ett försök att leva i en av samhället accepterad heterosexuell relation. Denna bok blev inte alls uppskattad av författarens läsekrets. I Journey to a woman, 1960 har Beth övergivit sin man och handlingen övergår i ett triangeldrama där Laura dras till såväl Beebo som Beth. The Marriage, 1960, skildrar bland annat ett annat sexuellt utanförskap där ett gift par, vänner till Laura och Jack, lever i ett incestuöst förhållande.
Den första boken i Beebo Brinker-serien, En omaka flicka, gavs våren 2015 för första gången ut på svenska på förlaget Lesbisk Pocket. Översättningen gjordes av Emma Jonsson Sandström. Böckerna har kommit i fem upplagor och är översatta till flera språk.
De tre första böckerna i Beebo Brinker-serien har dramatiserats av Kate Moira Ryan och Linda S. Chapman 2007 under titeln The Beebo Brinker Chronicles.

### Efter författarkarriären
Ann Weldy slutade skriva böcker 1962. Senare tog hon en doktorsgrad i lingvistik och inledde en ny karriär som akademiker. Hennes avhandling heter "A Semantic Approach to Narrative Fiction" (under namnet Ann Thayer Holmquist) och handlar om en av Edmund Wilsons berättelser.
Weldy genomlevde under 27 års tid ett problemfyllt äktenskap, och under 1981 separerade hon och hennes make, då barnen var uppvuxna. Vid samma tid började hennes böcker återtryckas, och eftersom böckerna getts ut under pseudonym blev hon förvånad när hon både blev avslöjad och på sätt och vis tvingades ut ur garderoben. Dessutom var det en överraskning hur stor påverkan hennes böcker haft i det amerikanska samhället.
Hennes akademiska karriär fortsatte med att hon blev professor i engelska vid Sacramento State University, och blev senare vice dekan (associate dean) vid School of Arts and Sciences och därefter College of Arts and Letters. Hon deltar ibland i National Public Radio-programmet Fresh Air. Hon pensionerade sig 1997.
Weldys böcker återtrycktes ånyo mellan 2001 och 2003, och de bearbetades till en prisbelönt off-Broadway-pjäs.

## Betydelse
Böckerna som gavs ut under namnet Ann Bannon var med och formade bilden av lesbiska, både som en självbild för lesbiska och inför heterosexuella läsare. Bannon själv var dock till stor del ovetande om den inverkan hennes böcker kom att få.
Beeboo Brinker-serien används som studiematerial inom kvinno- och HBTQ-forskningen, och Bannon har fått motta åtskilliga utmärkelser som en pionjär inom litteraturen om homosexuella. Det har sagts att hennes böcker finns i bokhyllan hos nästan varje någorlunda bildad lesbisk amerikan.